# Reproua
La Reproua est un fleuve de Géorgie qui se situe en Abkhazie. Avec seulement 27 m de long, il pourrait s'agir du plus petit cours d'eau portant un nom.

## Nom
La Reproua porte le nom de : géorgien : რეპრუა (reṗ'rua) ; abkhaze : Реҧруа (Reṗrua).

## Caractéristiques
La Reproua est située en Abkhazie, une région sécessionniste de Géorgie, dans le district de Gagra, à une dizaine de kilomètres au nord-ouest de la ville de Gagra.
Le cours d'eau est une exsurgence karstique alimentée par les sources provenant du gouffre de Krubera-Voronja. Il ne parcourt que 18 m[réf. nécessaire] sur la plage avant de se jeter dans la mer Noire, ce qui en fait l'un des plus courts fleuves du monde portant un nom.